# Castelo de Melgarejo

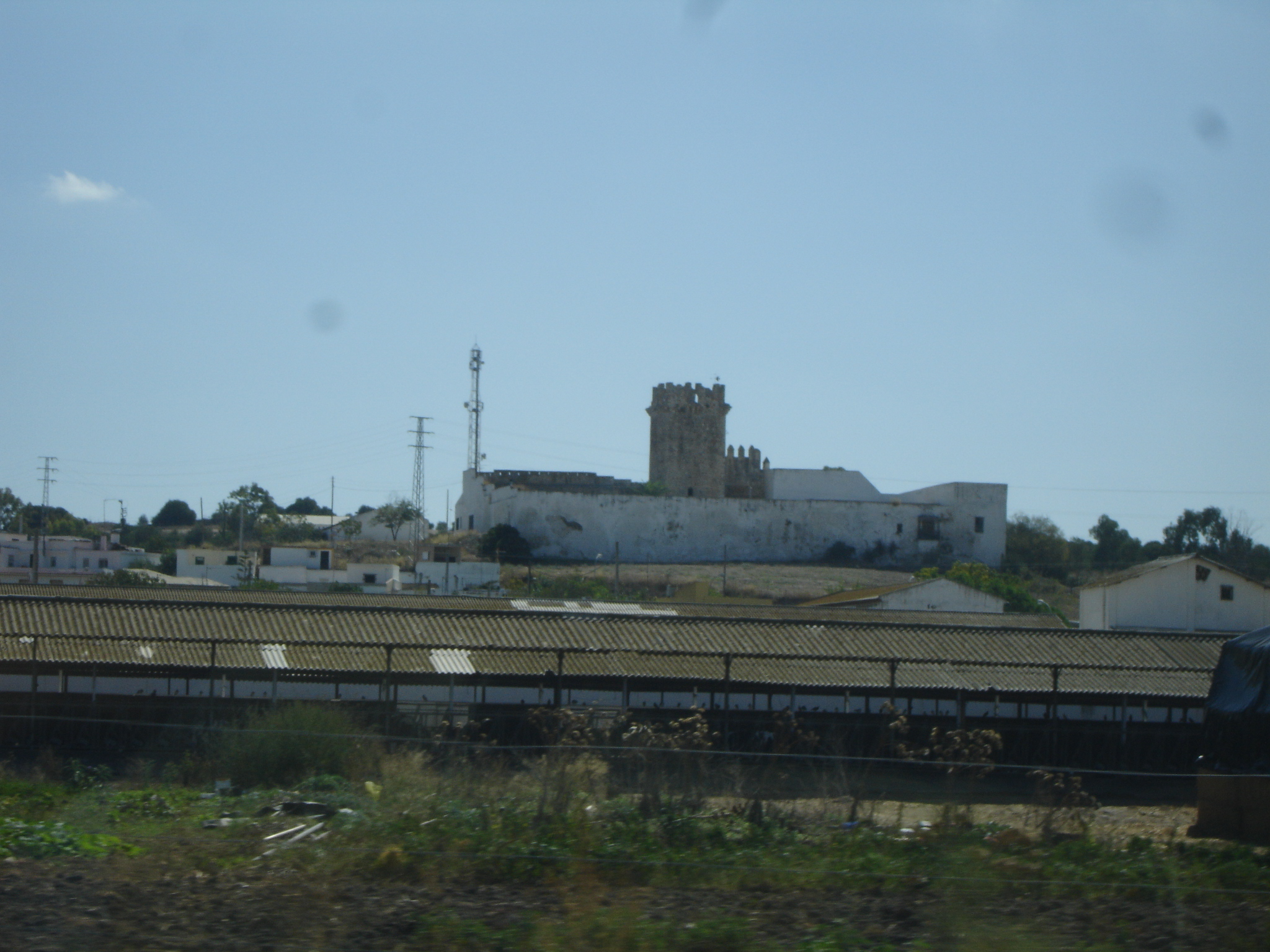
Castelo de Melgarejo, Espanha: vista a partir da auto-estrada Jerez-Arcos (A-382).

O Castelo de Melgarejo localiza-se no povoado de Torre Melgarejo, no município de Jerez de la Frontera, província de Cádiz, na comunidade autónoma de Andaluzia, na Espanha.

## Características
O conjunto é dominado por uma torre de planta quadrada, que em sua parte superior transforma-se em octógono, coroada de ameias, e onde se observam os restos de mata-cães. À esquerda da torre, sob um cadafalso, encontra-se uma cortina também ameada, onde se rasga o portão de armas, encimado por um arco ogival sobre o qual se inscrevem as armas dos Melgarejo. À esquerda, um cubo abobadado pode ter se constituído na capela do recinto.